# ホバーボード
ホバーボード (hoverboard) とは、地面から浮遊し、乗り手が地面を蹴った勢いで前進する乗り物である。この場合の浮遊は、乗り手の足が地面につく程度であり、飛行とは異なる。SFなどに多く登場し、現実にも個人で製作されたものがある（ただし、SFと現実とでのそれの仕組みや浮遊の程度は大幅に異なる）。
現実世界において「ホバーボード」と言った場合、通常はセルフバランススクーターの事を意味する（海外では2010年代以降に普及が進んでいるが、日本では公道での走行が禁止されているためほとんど普及していない）。また、水上で水圧を使ったマリンスポーツの一つの事を指す。(スノーボードの上に乗った状態で水圧を利用して水上を滑ったり、水上を飛んだりする様子から「空飛ぶサーフィン」と呼ばれている。)

## 形態
ホバーボードは、いうなればスケートボードが進化したものである。地面との摩擦を減らし地上を滑るのにスケートボードはタイヤを利用しているのに対し、ホバーボードは地上から浮いてしまうことでその目的を達成している。浮いてしまえば路面摩擦はゼロになり、ひと蹴りで移動できる距離はスケートボードに勝る。
また、スケートボードは地上を移動している時にタイヤが地面を転がる音がし、場所によっては近隣の住民にとって騒音となりえるほどの音になるが、タイヤを持たないホバーボードはこの騒音とは無縁となる（ただし、後述するホバークラフトの原理を応用したものは別の理由で騒音が発生してしまっている）。

## SFでのホバーボード

### 『バック・トゥ・ザ・フューチャー』シリーズでのホバーボード
映画『バック・トゥ・ザ・フューチャー PART2』には、未来のスケートボードとしてホバーボードが登場する。外見は、まさしく車輪をとったスケートボードである。地上からは約10cmほど浮いている。水上では、浮遊はするが前に進むことはできないという描写がある。これは、地上にあるときは地面を蹴ることによって大きな反動を得られ前進をすることができるが、水上では水を蹴っても少量の水が後方に飛ぶのみで推進力には反動が小さすぎるためである。
敵方のもつホバーボードは水上でも動けるようにジェットエンジンが搭載されていた。製作者側によると、このホバーボードは地球の磁力を利用して浮いているようである。なお、主人公のマーティが使ったホバーボードは、もともと未来の子供が遊んでいた浮遊するキックボードからハンドル部分を取り去ったものである。
ちなみに、実際の撮影では、ワイヤーを使ってボードを靴にねじで固定し、俳優ごとクレーンで吊り下げていたり（一部のシーンでは、光学合成を使用）、足元が見えない場面では普通のスケートボードや台車を使用していた。ボードに飛び乗るシーンやクロースアップでは強力な磁石を使用し撮影された。グリフ方のボードは投げるシーンは初期のCGアニメーションで描かれている。

## 現実でのホバーボード
現実の世界でも、個々の手によっていくつかのホバーボードが開発されている。
最も一般的に作られているホバーボードは、ホバークラフトの原理を応用して作られている。言い換えれば、ボードと地面の間に空気を送ることで浮力を得る仕組みである。地面からわずか数ミリ浮いている。空気を送るための装置による騒音が多いため、道路に凹凸があると非常にすべりが悪く、他にもエネルギー効率の問題があり、大手メーカーは現時点ではこれらを製造・販売していない。
2016年、Frankie Zapataはジェットエンジン付きのモーターを使用したホバーボードで2,425.4メートルの滑空記録を樹立し、ギネス世界記録に認定された。Zapataは2019年8月4日にマン島海峡を成功裏に横断するためにこれを使用した。Zapataは2018年にフランス軍から130万ユーロの助成金を受け取ったが、これはまだ実用化にはほど遠い。
2023年3月、フランス人のDamien DolataはYouTubeで動作するホバーボード「Ripulse」の初版を発表した。現時点では、このホバーボードは約30キログラムまでの重さの人を地面から浮かせることができる。これは4つの回転する磁気リパルサーからなり、導電性のある地面上にファラデー電流を生成する。